# La gerla di papà Martin (film 1914)
La gerla di papà Martin è un  mediometraggio muto italiano del 1914 diretto e interpretato da Eleuterio Rodolfi.